# Rivière Bourget
Pour les articles homonymes, voir Bourget.
La rivière Bourget coule dans les municipalités de Sainte-Sabine et de Saint-Luc-de-Bellechasse, dans la municipalité régionale de comté (MRC) de Les Etchemins, dans la région administrative de Chaudière-Appalaches, au Québec, au Canada.
Ce ruisseau est un affluent de la rive sud de la rivière Etchemin laquelle coule vers l'ouest, puis vers le nord, pour se déverser sur la rive sud du fleuve Saint-Laurent, en face de la ville de Québec.

## Géographie
Les principaux bassins versants voisins de la rivière Bourget sont :
- côté nord : rivière Etchemin, décharge du Lac Gravier ;
- côté est : ruisseau des Petits Étangs, rivière des Castors (rivière Noire) ;
- côté sud : rivière du Moulin (rivière à la Roche), rivière du Douze ;
- côté ouest : rivière Etchemin, Petite rivière Etchemin.

La rivière Bourget tire sa source de l'embouchure du lac Gravel (longueur : 0,4 km ; altitude : 543 m) situé dans la municipalité de Sainte-Sabine. Ce lac est situé à 2,0 km au nord-ouest du village de Sainte-Sabine et à 3,0 km au sud-ouest du sommet du mont Le Bonnet, situé dans la partie ouest de Saint-Magloire.
À partir de sa source, la rivière Bourget coule en zone forestière sur 7,2 km répartis selon les segments suivants :
- 1,1 km vers le nord-ouest, jusqu'au chemin de Saint-Luc ;
- 1,6 km vers le sud-ouest, jusqu'au chemin de Saint-Luc ;
- 2,0 km vers le nord-ouest, puis le sud-ouest, jusqu'à l'embouchure du lac des Chabot (longueur : 4,0 km) que le courant traverse vers l'ouest ;
- 2,1 km vers l'ouest, jusqu'à limite entre les municipalités de Sainte-Sabine et Saint-Luc-de-Bellechasse ;
- 0,4 km vers le sud-ouest dans Saint-Luc-de-Bellechasse, jusqu'à sa confluence.

La rivière Bourget se jette sur la rive sud de la rivière Etchemin. La confluence de la rivière Bourget est située à 4,7 km au nord-ouest du centre du village de Sainte-Sabine et à 4,6 km à l'est du centre du village de Saint-Luc-de-Bellechasse.

## Toponymie
Le toponyme "rivière Bourget" évoque l'œuvre de vie d'Ignace Bourget (1799-1885), natif de Lauzon (secteur intégrée à la ville de Lévis), secrétaire du premier évêque de Montréal, monseigneur Jean-Jacques Lartigue, coadjuteur du même évêque de 1837 à 1840. Ignace Bourget fut évêque de Montréal de 1840 à 1876, soit 36 ans d'un règne ininterrompu et intensif.
Au cours de son règne, Ignace Bourget érigea 75 paroisses, fonda des établissements d'enseignement, tels des collèges classiques, des hospices, des hôpitaux. Il introduisit plusieurs communautés religieuses françaises dans son diocèse, notamment les Oblats (1841), les Jésuites (1843), les Dames du Sacré-Cœur (1842). Bourget favorisa notamment la naissance de congrégations religieuses, autant pour l'enseignement que pour l'hospitalisation.
Ultramontain, sous son règne, Bourget a recruté 507 zouaves pour secourir la papauté (1868), a fait construire la cathédrale de Montréal dont la forme est une réplique réduite de la basilique de Saint-Pierre de Rome. Il a appuyé des luttes opiniâtres contre les représentants de l'Institut canadien et leurs idées libérales. Bien qu'il ait grandement désiré une université autonome à Montréal, Bourget a dû se contenter d'une succursale de l'Université Laval, décision de Rome qui a contribué à sa démission en 1876.
Le toponyme "rivière Bourget" a été officialisé le 18 février 1977 à la Commission de toponymie du Québec.